# Prisoners
Prisoners – trzeci studyjny album kanadyjskiego zespołu metalowego The Agonist, wydany 12 czerwca 2012 roku.

## Lista utworów
1. "You're Coming with Me" – 5:35
2. "The Escape" – 4:08
3. "Predator & Prayer" – 5:04
4. "Anxious Darwinians" – 5:23
5. "Panophobia" – 3:54
6. "Ideomotor" – 8:07
7. "Lonely Solipsist" – 3:45
8. "Dead Ocean" – 6:19
9. "The Mass of the Earth" – 4:40
10. "Everybody Wants You (Dead)" – 5:00
11. "Revenge of the Dadaists" – 6:42

## Twórcy
- Alissa White-Gluz – śpiew
- Danny Marino – gitara
- Chris Kells – gitara basowa, wokal wspierający
- Simon McKay – perkusja
- Pascal Jobin – gitara